# Perú en los Juegos Olímpicos de Tokio 1964
Perú estuvo representado en los Juegos Olímpicos de Tokio 1964 por un total de 31 deportistas, 30 hombres y una mujer, que compitieron en 5 deportes.
El equipo olímpico peruano no obtuvo ninguna medalla en estos Juegos.